# Tristachya hubbardiana
Tristachya hubbardiana är en gräsart som beskrevs av Hans Joachim Conert. Tristachya hubbardiana ingår i släktet Tristachya och familjen gräs. Inga underarter finns listade i Catalogue of Life.